# Capacete Mº 44 E.T.A.
O Mº 44 E. T. A. de Paracaidista foi um capacete de combate usado pelos para-quedistas argentinos até a década de 1980. Seu design é baseado nos capacetes usados pelos britânicos na época.